# Albert Bahhuth
Albert Matta Bahhuth (Beirut, Líbano, 6 de octubre de 1956) es un prelado de la Iglesia Católica nacido en el Líbano que fue nominado como obispo auxiliar de la Arquidiócesis de Los Ángeles en julio de 2023.

## Biografía
Bahhuth nació en Beirut, Líbano, el 6 de octubre de 1956, como el menor de siete hijos. Si bien fue bautizado y recibió sus otros sacramentos en la Iglesia greco-católica melquita, su familia no puso especial énfasis en la práctica de la fe, y creció "más en un ambiente protestante que católico", debido en parte a su asistencia a una escuela bautista.
La Guerra Civil Libanesa comenzó cuando Bahhuth tenía 19 años, y describe cómo "Mi familia vivía en el este de Beirut, que era mayoritariamente cristiana, y yo fui a la escuela en el oeste de Beirut, que era mayoritariamente musulmán. Era peligroso cruzar la ciudad, ya que te podían matar por ser de la religión equivocada". El conflicto también llevó a Bahhuth a emigrar a los Estados Unidos para continuar sus estudios académicos, que habían sido interrumpidos por los disturbios.
Recibió una licenciatura en ingeniería química de la Universidad de Missouri en Rolla y una maestría y un doctorado en el mismo campo de la Universidad de Mississippi.  Al no poder encontrar un trabajo en ingeniería química, Bahhuth enseñó ingeniería brevemente en la Universidad de Wyoming antes de mudarse al sur de California en 1984 y trabajó en las industrias minorista y de comida rápida, operando dos ubicaciones de Subway con franquicia.
Fue en ese momento que un amigo de Bahhuth le sugirió que fuera a la iglesia, lo que no había hecho desde que era niño. Comenzó a asistir a misa en la iglesia San Juan Vianney en Hacienda Heights y finalmente se tomó un año libre de su negocio y trabajó con un grupo misionero laico en la Iglesia Ascension en el sur de Los Ángeles. Ingresó al Seminario St. John en 1991, se transfirió a la Iglesia Latina en noviembre de 1993 y fue ordenado el 1 de junio de 1996 en la Iglesia St. Joseph the Worker en Canoga Park.

### Sacerdocio
La primera asignación de Bahhuth fue como vicario en St. Gregory the Great Church en Whittier, California, y su primer pastorado fue en St. Finbar en Burbank. En el 2015 se convirtió en Vicario General y Moderador de la Curia de la Arquidiócesis de Los Ángeles, y en el 2017 fue nombrado Capellán de Su Santidad y recibió el título de Monseñor. En el 2021, fue nombrado pastor de la Iglesia de la Sagrada Familia en South Pasadena. También es miembro del consejo de administración del Seminario de St. John.

### Episcopado
El 18 de julio de 2023, el Papa Francisco nombró a Bahhuth obispo auxiliar de la Arquidiócesis de Los Ángeles y obispo titular de Vadesi. El arzobispo José Gómez consagrará a Bahhuth como obispo el 26 de septiembre del 2023 en la Catedral de Nuestra Señora de los Ángeles.